# 2006-os afrikai ralibajnokság
A 2006-os afrikai ralibajnokság február 17-től november 26-ig tartott. A bajnok a belga Patrick Emontspool lett, másodikként az ugandai Riyaz Kurji végzett, a harmadik helyen pedig a zimbabwei Richard Robinson zárt.

## Versenynaptár
| Dátum          | Verseny                         | Győztes*           |
| -------------- | ------------------------------- | ------------------ |
| február 17-19  | Rally of Tanzania               | Patrick Emontspool |
| március 24-26  | Safari Rally Kenya              | Azar Anwar         |
| április 21-23  | Pearl of Africa Uganda Rally    | Riyaz Kurji        |
| május 26-28    | Rally of South Africa           | Patrick Emontspool |
| június 23-25   | Dunlop Zimbabwe Challenge Rally | Jamie Whyte        |
| július 12-23   | Zambia International Rally      | Richard Robinson   |
| szeptember 1-3 | Rwanda Mountain Gorilla Rally   | Riyaz Kurji        |
| november 24-26 | Rally Bandama Cote D'Ivoire     | Patrick Emontspool |

* A győztes versenyző nem feltétlen egyező az adott verseny abszolút győztesével. Itt a bajnoki értékelésben első helyezett versenyző neve van feltüntetve.

## Végeredmény
Versenyzők
| #   | Versenyző          | Versenyautó | Rali | Rali | Rali | Rali | Rali | Rali | Rali | Rali | Teljes pontszám |
| #   | Versenyző          | Versenyautó | TAN  | SAF  | UGA  | RSA  | ZBW  | ZAM  | RUA  | CDI  | Teljes pontszám |
| --- | ------------------ | ----------- | ---- | ---- | ---- | ---- | ---- | ---- | ---- | ---- | --------------- |
| 1.  | Patrick Emontspool | Subaru      | 10   | 0    | 0    | 4    | 4    | 6    | 6    | 10   | 40              |
| 2.  | Riyaz Kurji        | Subaru      | 0    | 0    | 10   | 0    | 0    | 0    | 10   | 0    | 20              |
| 3.  | Richard Robinson   | Mitsubishi  | 3    | 1    | 8    | 0    | 0    | 8    | 0    | 0    | 20              |
| 4.  | Jamie Whyte        | Mitsubishi  | 0    | 3    | 0    | 1    | 8    | 5    | 0    | 0    | 17              |
| 5.  | Azar Anwar         | Mitsubishi  | 0    | 10   | 5    | 0    | 0    | 0    | 0    | 0    | 15              |
| 6.  | Paul Monge         | Subaru      | 8    | 0    | 1    | 0    | 0    | 3    | 0    | 0    | 12              |
| 7.  | Muna Singh         | Subaru      | 0    | 0    | 3    | 0    | 6    | 0    | 0    | 0    | 9               |
|     | Omar Bakhresa      | Subaru      | 5    | 0    | 4    | 0    | 0    | 0    | 0    | 0    | 9               |
| 9.  | Pano Calavrias     | Subaru      | 4    | 0    | 2    | 0    | 0    | 0    | 0    | 0    | 6               |
| 10. | Emmanuel Katto     | Subaru      | 0    | 4    | 0    | 0    | 0    | 0    | 0    | 0    | 4               |

Gyártók
| #  | Gyártó     | Rali | Rali | Rali | Rali | Rali | Rali | Rali | Rali | Teljes pontszám |
| #  | Gyártó     | TAN  | SAF  | UGA  | RSA  | ZBW  | ZAM  | RUA  | CDI  | Teljes pontszám |
| -- | ---------- | ---- | ---- | ---- | ---- | ---- | ---- | ---- | ---- | --------------- |
| 1. | Subaru     | 10   | 8    | 10   | 5    | 10   | 10   | 10   | -    | 63              |
| 2. | Mitsubishi | 6    | 10   | 8    | 10   | 8    | 8    | 4    | -    | 54              |
| 3. | Peugeot    | 0    | 0    | 0    | 0    | 0    | 0    | 3    | -    | 3               |